# Apetina
Apetina is een dorp in het ressort Tapanahony van het district Sipaliwini in Suriname.
Het dorp werd in 1956 gesticht en ligt aan de Tapanahonyrivier, op ongeveer zes uur varen van Drietabbetje . Het dorp werd gesticht door Kananoe Apetina, die ook het dorp Wehejok gesticht heeft. Kananoe Apetina was ook de eerste Wayana die met een aantal mannen in 1937 de stad Paramaribo bezocht. Apetina is, vanaf Paramaribo, met het vliegtuig op ongeveer één uur vliegen gelegen. Bij goed weer kan men een goed beeld krijgen van de goudmijnen en de impact van deze mijnen op het tropisch regenwoud. Het dorp is op een heuvel gebouwd en verscholen tussen de bomen. Nabijgelegen bezienswaardigheden zijn de Tebutop en de Uma granda futu en Man granda futu soela's.  Er wonen voornamelijk Wayana die oorspronkelijk van Brazilië naar Suriname verhuisden om dichter bij hun handelspartners (de Aukaners) te wonen. Voorheen was het gebied bewoond door de Trio, waar nog petrogliefen en andere sporen zijn van terug te vinden, maar die hadden het gebied eind 18e begin 19e eeuw verlaten omdat ze geen contact wilden met de ziekten van de blanken en de marrons die ze eveneens als ziekteverspreiders zagen. Het dieet van de Wayana's bestaat uit voornamelijk cassave, wild (hoofdzakelijk pingo) en fruit (bacoven en sinaasappelen).  Er is een basisschool en een airstrip. De school beschikt over leidingwater. Het water komt uit de rivier, maar is dankzij een zuiveringsinstallatie veilig te gebruiken. Het ligt in de bedoeling om de leidingen van deze zuiveringsinstallatie door te trekken naar de rest van het dorp.
Tussen Apetina en Akani Pata bevindt zich de Apetina Airstrip met een verbinding naar Zorg en Hoop Airport in Paramaribo.
In Apetina wonen begin 21e eeuw naast Wayana ook nog nakomelingen van volken die vroeger in Suriname hebben geleefd.